# Among Us
Among Us è un videogioco multigiocatore di sopravvivenza sviluppato e pubblicato dall'azienda statunitense Innersloth, aggiunto nell'Epic Games Store. Il gioco è stato distribuito dal 15 giugno 2018.
Il gioco prevede un gruppo di giocatori in un'ambientazione a tema spaziale, o temi più "comuni" come un palazzo o un'isola deserta, ognuno dei quali assume uno dei due ruoli: astronauti (crew) e impostori. Con varianti dei due ruoli, che possono compiere ruoli speciali per vincere la partita. L'obiettivo per gli astronauti è identificare gli impostori ed eliminarli durante il completamento degli incarichi sulla mappa o facendo delle "riunioni di emergenza" avviate premendo il bottone rosso centrale (dentro le quali si possono inviare dei messaggi) per buttare l'impostore fuori dall'astronave (che spesso viene chiamato sus, abbreviazione di suspected, sospetto), mentre l'obiettivo degli impostori è eliminare tutti gli astronauti senza essere identificati, ammazzandoli o buttandoli dall'astronave, e vincere tramite alcune delle emergenze letali. Sebbene inizialmente pubblicato nel 2018 con poca attenzione da parte del mainstream, dopo il fenomeno Fortnite registratosi negli anni precedenti, il gioco ha ricevuto un afflusso di popolarità nella seconda metà del 2020 a causa di molti noti streamer di Twitch che ci giocavano e dell'uscita di The Henry Stickmin Collection nel 7 agosto 2020, che contiene nascosti al suo interno pupazzi di tutti i 12 colori, effetti sonori e poster.

## Modalità di gioco

### Modalità classica
Among Us è un gioco multiplayer che supporta dai 4 ai 15 giocatori. Da 1 a 3 di questi giocatori vengono selezionati casualmente in ogni partita come impostori,mutaforma (possono cambiare il loro aspetto per un certo tempo; inoltre possono anche assumere l'aspetto di un cadavere, ma solamente se non è stato segnalato) o fantasmi (possono scomparire per un periodo di tempo dopo aver ucciso un creawmate) mentre gli altri sono astronauti, scienziati (possono vedere i segni vitali dell'equipaggio in qualsiasi luogo attraverso un tablet, ma la batteria una volta scaricata va ricaricata completando gli incarichi),  ingegneri (possono usare i condotti come gli impostori, ma con limitazioni sui tempi), starnazzatori (possono inviare un segnale quando vengono uccisi) o segugi (possono seguire un crewmate che sembra sospetto attraverso la mappa).
Nelle mappe sono presenti dei dispositivi elettronici per controllare cosa succede come le telecamere, i sensori, il monitor fisso dei parametri vitali e l'amministrazione, con un lungo tavolo dove si può guardare le posizione approssimate dei giocatori. Ai membri dell'equipaggio vengono affidati semplici compiti da completare intorno alla mappa, consistenti in lavori di manutenzione su sistemi vitali, come il cablaggio elettrico e il rifornimento di carburante ai motori. Gli impostori ricevono un falso elenco di incarichi e hanno la capacità di sabotare i sistemi della mappa, attraversare i condotti per passare da una stanza all'altra più rapidamente, bloccare le porte per accedere alle stanze, identificare qualsiasi altro impostore e uccidere gli astronauti.L'obiettivo degli astronauti è scoprire gli impostori ed eliminarli prima di essere assassinati o sabotati; l'obiettivo degli impostori è uccidere ogni membro dell'equipaggio, sia facendo in modo che il numero di impostori sia uguale al numero di membri dell'equipaggio, sia sabotando i sistemi della mappa in modo da uccidere i membri dell'equipaggio a bordo, sia durante le votazioni accusandoli. Quando un giocatore muore, diventa un fantasma, il cui obiettivo è aiutare i membri rimanenti della propria squadra completando gli incarichi. I fantasmi hanno la capacità di passare attraverso i muri, ma possono interagire con il mondo solo in piccoli modi e sono visibili solo agli altri fantasmi.. A seconda delle impostazioni della stanza, i fantasmi che erano crewmate possono essere anche angeli custodi, che hanno anche l'obiettivo di proteggere i membri dell'equipaggio rimasti in vita dalle uccisioni degli impostori.
Un giocatore può segnalare il ritrovamento di un cadavere, il che porterà a una riunione di gruppo in cui i giocatori discutono su chi credono sia un impostore sulla base delle prove che circondano l'omicidio. La persona prescelta dalla maggioranza dei voti viene espulsa dalla mappa e viene rivelato se era o meno un impostore, se tale impostazione è attivata. I giocatori possono anche chiedere un "incontro di emergenza" premendo un tasto nella mappa in qualsiasi momento, per dialogare con la chat vocale o con una chat di testo, potendo comunicare solo durante le riunioni e solo se sono vivi, mentre i fantasmi, ovvero i giocatori uccisi, possono parlare soltanto tra loro, conoscendo l'identità dell'impostore.
All'interno del gioco sono presenti diverse opzioni di personalizzazione per rendere più varia la giocata di una partita; ad esempio, il campo visivo e gli incontri d'emergenza sono disponibili nelle lobby di ogni partita. Sono presenti inoltre anche molti oggetti estetici come cosmetiche, cappelli e animali da compagnia, alcuni dei quali sono DLC a pagamento.

### ModalitàNascondino
Dal 9 dicembre 2022 su Among Us è disponibile una nuova modalità chiamata Nascondino. Prima che la partita cominci viene selezionato casualmente un solo impostore la cui identità sarà visibile a tutti giocatori. Il compito dell'impostore è quello di cercare e trovare gli astronauti in giro per la mappa per poi ucciderli. Quello degli astronauti è di nascondersi, fuggire e sopravvivere fino al limite di tempo. La partita si svolgerà al buio, cioè i giocatori non avranno una visuale completa della mappa ma solo quella scoperta da una torcia (modificabile nelle impostazioni del server), che potrà essere indirizzata dal giocatore.

#### Impostore
Il compito dell'impostore è quello di cercare e trovare gli altri astronauti. Questo è dotato di una torcia che può indirizzare a proprio piacimento per scovare gli astronauti nel buio. Una volta trovati e raggiunti, l'impostore può ucciderli in qualunque momento senza dover attendere la fine di un countdown come nella modalità classica. Per vincere l'impostore deve uccidere tutti gli astronauti in tempo, ma tutta via, quando esso scade la velocità dell'impostore verrà aumentata ed esso potrà vedere continuamente le posizioni dei giocatori nella mappa. Questa fase dura un minuto, e se gli astronauti sopravvivveranno anche a questa, avranno vinto la partita. L'impostore non può effettuare sabotaggi o usare i condotti.

#### Astronauta
Il compito dell'astronauta è quello di nascondersi e scappare dall'impostore. Anche questo sarà dotato di una torcia che potrà muovere a proprio piacimento per vedere nel buio. Per vincere gli astronauti devono sopravvivere entro un limite di tempo, tuttavia essi potranno continuamente diminuire porzioni di tempo completando gli incarichi visibili su una mappa blu personale. Inoltre gli astronauti hanno la possibilità di nascondersi nei condotti per un limite di tempo e di spostarsi tra di essi per scappare più velocemente, tuttavia non possono farlo per un numero di volte indeterminato siccome il numero di nascondigli che si possono effettuare è definito dall'host nelle impostazioni del server. Gli astronauti possono anche usare due sistemi di controllo per monitorare i movimenti dell'impostore: le telecamere nella sala della sicurezza e una mappa verde nella sala di amministrazione. Essi non possono segnalare i cadaveri oppure convocare riunioni. Inoltre sono tutti dotati di una barra orizzontale che segnala l'assenza o la presenza dell'impostore: quando questa è grigia, significa che l'impostore non è nelle vicinanze, se questa è blu, significa che l'impostore è in zona, se invece è gialla significa che l'impostore e nelle vicinanze e che è alla ricerca degli astronauti, infine, se questa è rossa significa che l'impostore è tanto vicino e che probabilmente è alla rincorsa degli astronauti.

## Sviluppo
Among Us è entrato in fase di sviluppo nel 2017 da parte di Innersloth, team produttore di giochi indie. Il gioco è stato sviluppato da tre persone, un programmatore e due artisti, ed è stato pubblicato sulla piattaforma Steam, nonché gratuitamente per Android e iOS. Il gioco avrebbe dovuto avere un seguito chiamato Among Us 2, The Revenge, ma venne cancellato a causa del successo del capitolo originale. Il team Innersloth ha dichiarato che la maggior parte delle caratteristiche aggiuntive previste per il sequel sarebbero state implementate nel primo titolo.

### Aggiornamenti
L'8 luglio 2021, con l'aggiornamento della versione del gioco hanno aggiunto la possibilità di giocare in una lobby con 15 giocatori e nuovi colori da utilizzare per i propri personaggi Inoltre, hanno aggiunto nuovi vestiti e capelli tra cui alcuni che sono un omaggio alla squadra calcistica partenopea e al calciatore Parceli.
A inizio 2021, Innersloth ha inserito una nuova mappa, The Airship (ispirata a Henry Stickmin), uscita il 31 marzo 2021 e poi l'introduzione della chat rapida, se si vuole usare invece la chat libera bisognerà fare l'accesso al gioco.
Nell'aggiornamento di novembre 2021 (v2021.11.09), hanno creato 4 nuovi ruoli, di cui 3 per i crewmate e 1 per gli impostor e sono:
- Crewmate
  - Scienziato (Scientist): Può accedere e vedere i parametri vitali dei crewmate in qualsiasi momento. Per ricaricare la batteria deve completare le task.
  - Ingegnere (Engineer): Può usare le prese d'aria (vent).
  - Angelo custode (Guardian angel): Può lanciare uno scudo protettivo attorno ai restanti crewmate per salvarli dalle kill del o degli impostori.

- Impostore
  - Mutaforma (Shapeshifter): Può mutare in qualsiasi altro crewmate prendendo le sue sembianze (colore, oggetti che ha addosso e anche il nome).

Inoltre hanno implementato i Cosmicubes, che è un nuovo modo di comprare oggetti (abiti, pet etc) con fagioli e stelle per sbizzarrirsi con i nuovi look dei crewmate.
Il 9 dicembre 2022 è stata aggiunta una nuova modalità di gioco chiamata Nascondino (in inglese Hide n Seek).
Il 24 Ottobre 2023 uscì la nuova mappa The Fungle.
Il 19 Giugno 2024 vennero aggiunti 3 nuovi ruoli (2 per i crewmate e 1 per gli impostori)

## Accoglienza
Craig Pearson di Rock, Paper, Shotgun ha trovato «molto più divertente» giocare come impostore che come compagno di squadra, che ha definito «estenuante». In riferimento alla popolarità del gioco tra gli streamer, Evelyn Lau di The National ha detto: «guardare le reazioni delle persone che cercano di indovinare chi è l'impostore (e talvolta sbagliano molto) o mentire terribilmente sul non essere l'impostore è tutto abbastanza divertente.» Alice O'Conner di Rock, Paper, Shotgun ha descritto il gioco come «Mafia o Werewolf ma con minigiochi.»
Among Us è stato spesso paragonato a Fall Guys, in quanto entrambi sono giochi di società online divenuti popolari durante la pandemia di COVID-19.
Dopo l'uscita, Among Us aveva un conteggio medio dei giocatori da 30 a 50 giocatori contemporaneamente e stava per essere cancellato, ma nel 2020, questo è aumentato a 1,5 milioni di giocatori simultanei, che si è rivelato una lotta per i server del gioco, portando lo sviluppatore InnerSloth a concentrarsi sull'espansione del gioco originale piuttosto che su un sequel. Il forte aumento della popolarità anni dopo l'uscita è stato attribuito agli streamer di Twitch che avevano iniziato lo streaming del gioco in massa, così come all'uscita di The Henry Stickmin Collection, una compilation game per la popolare serie di Henry Stickmin, progettata dal designer di Among Us Marcus Bromander e pubblicata da InnerSloth nell'agosto 2020.

## Terminologia
A causa della breve quantità di tempo disponibile ai giocatori per parlare fra di loro, sono stati creati dei diminutivi dei termini più utilizzati per risparmiare tempo durante le discussioni.
I più importanti, nonché utilizzati sono:
• Sus: diminutivo di sospetto (dall'inglese suspected), utilizzato per indicare che uno o più giocatori hanno un comportamento piuttosto sospetto, e che quindi potrebbero essere impostori;
• Imp: diminutivo di impostore (dall'inglese impostor), utilizzato per affermare con certezza che un giocatore indicato è ritenuto essere l'impostore.

## Adattamenti
A giugno 2023, CBS Studios ha annunciato una serie animata tratta dal gioco, e sviluppata da Onwen Dennis, creatore di Infinity Train.